# Ett halvt ark papper
Ett halvt ark papper är en novell av August Strindberg. Novellen utgavs första gången 1903 i samlingen Sagor. I Nationalupplagan av Strindbergs samlade verk ingår Ett halvt ark papper i 52:a delen.
Vid en omröstning i Sveriges Radios program Novellen år 2006 utsåg svenska läsare och lyssnare denna berättelse till "Världshistoriens bästa novell".

## Handling
Novellen skildrar en änkeman i begrepp att flytta. Hans minnen av ett äktenskap väcks till liv när han får syn på en telefonlista. 

## Förlagor
- Eventuellt har Strindbergs bror Axel Strindberg stått modell för änklingen. Axel Strindbergs hustru Charlotte avled i juni 1903, samma år som Strindberg skrev novellen.[5]
- En annan förebild som har föreslagits är författarens bekant Bernhard Meijer.[5] Meijer miste 1883 sin 22-åriga hustru. 1888 gav han ut den självbiografiska romanen Excelsior! En fantasts historia,[6] en bok som Strindberg ägde. I Meijers skildring dör hustrun i tbc och senare avlider även dottern.
- Novellen kan även ha återspeglat förhållandet mellan August Strindberg och Harriet Bosse sedan de separerat.[7]